# Acris blanchardi
Acris blanchardi är en groddjursart som beskrevs av Harper 1947. Acris blanchardi ingår i släktet Acris och familjen lövgrodor. Inga underarter finns listade i Catalogue of Life.

## Bildgalleri

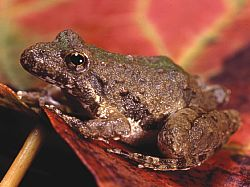